# Экосистема цифровой экономики
Экосисте́ма цифрово́й эконо́мики — система (пространство) взаимосвязанных и взаимодействующих между собой элементов среды, обеспечивающих на базе информационных технологий качественно новые способы и механизмы хозяйствования, включающие в себя электронное взаимодействие участников гражданского и торгового оборота, единое цифровое пространство, а также взаимопроникновение цифровой культуры, сознания и ценностей в современном цифровом обществе.

## Юридические определения

### Россия
ком законодательстве экосистема цифровой экономики определяется как партнёрство организаций, обеспечивающее постоянное взаимодействие принадлежащих им технологических платформ, прикладных интернет-сервисов, аналитических систем, информационных систем органов государственной власти Российской Федерации, организаций и граждан (подпункт «с» п. 4 Стратегии развития информационного общества в Российской Федерации на 2017—2030).

### Евразийский союз
Актами Евразийского экономического союза цифровая экосистема (в состав которой входит цифровая экономика) определяется как «открытая устойчивая система, включающая субъекты цифровой экосистемы (физических, юридических, виртуальных и прочих), а также связи и отношения этих субъектов в цифровой форме на основе сервисов цифровой платформы», а «цифровая экономика — часть экономики, в которой процессы производства, распределения, обмена и потребления прошли цифровые преобразования с использованием информационно-коммуникационных технологий» (Решение Высшего евразийского экономического совета от 11 октября 2017 № 12 «Об Основных направлениях реализации цифровой повестки Евразийского экономического союза до 2025 года»).

## История дефиниции
Содержание термина «экосистема» (от греч. οἶκος — жилище, местопребывание и греч. σύστημα — сочетание, образование, организм) часто упоминается в трудах биологов и экологов, в частности, А. Тенсли о среде сожительствующих биологических организмов. Данный подход предопределил понимание экосистемы цифровой экономики как среды пребывания соответствующих объектов в их взаимосвязи между собой.
Экосистему цифровой экономики рассматривают в экономическом, технологическом, юридическом и иных аспектах.
Ещё в 1-й половине XX века в научных трудах в области экономики стали использовать термин «бизнес-экосистема» как экономическое сообщество, поддерживаемое совокупностью взаимодействующих организаций и частных лиц — организмов делового мира.

## Структура и элементы цифровой экосистемы
В экономической литературе выделяют следующие подсистемы и институты экосистемы цифровой экономики: бизнес-экосистему, потребительскую экосистему, экосистему талантов и инноваций и экосистему цифровых платформ и коммуникаций, а также институты цифровых технологий.
Экосистема цифровой экономики состоит из двух основных подсистем:
- цифровое взаимодействие,
- цифровое пространство[8].

### Элементы
- цифровой документ и электронная подпись,
- электронный документооборот,
- электронная торговля,
- электронное правосудие,
- электронное правительство,
- электронные реестры и архивы,
- электронную промышленность,
- Интернет вещей и т. д.

### Подсистемы
К подсистеме цифрового пространства можно отнести:
- цифровые активы (например, цифровые финансовые активы, цифровую валюту, токены, творческие произведения в электронном виде, в том числе музыкальные и видеопроизведения, цифровые объекты искусства);
- объекты и отношения в виртуальном мире (киберпространстве);
- Big Data и облачные системы;
- цифровые виды экономической деятельности (например, майнинг или валидация);
- искусственный интеллект и т. д.

## Основа экосистемы
Технологическую и информационную основы экосистемы цифровой экономики составляют: цифровые технологии, в частности, поисковые системы, социальные и деловые сети, электронные коммерческие платформы, распределённый реестр данных (например, Blockchain, Hashgraph и HoloChain), облачные вычисления (cloud computing), анализ Big Data (Data Science), удалённая работа, виртуальная и дополненная реальность; интеграционные шины; искусственный интеллект; цифровые активы и объекты виртуального мира (киберпространства); информационная инфраструктура и телекоммуникационная сеть «Интернет»; вычислительная техника (ЭВМ, квантовые вычислительные машины) и серверы.
Юридическую основу составляют: система источников правового регулирования, а также уполномоченные по администрированию цифровой среды лица (компетентные органы и организации).
Экономические аспекты цифровой экономики характеризуются особыми участниками цифрового рынка (разработчики, пользователи, операторы, инвесторы, потребители), моделями, способами и приёмами ведения экономической деятельности.

## Инновационные центры и бизнес-инкубаторы
Составной частью экосистемы цифровой экономики выступают микроэкосистемы — инновационно-технологические центры и бизнес-инкубаторы (организации, специализирующиеся на поддержке на начальной стадии соответствующих инициатив хозяйствующих субъектов путём предоставления им помещений в аренду, оказания консультационных, бухгалтерских, юридических и образовательных услуг).
В России на территории Москвы, Санкт-Петербурга, Воронежа, Сочи и других городов действуют инновационные научно-технологические центры — совокупность организаций, основной целью деятельности которых является осуществление научно-технологической деятельности, и иных лиц, деятельность которых направлена на обеспечение функционирования такого центра, действующих на определённой Правительством Российской Федерации территории (статья 2 Федерального закона от 29 июля 2017 № 216-ФЗ «Об инновационных научно-технологических центрах и о внесении изменений в отдельные законодательные акты Российской Федерации»).